# Сенад Маврић
Сенад Маврић (Нови Пазар, 27. јуни 1970) је босанскохерцеговачки и француски стрип цртач. Најпознатији је по стрипу Машина која убија фашисте.

## Биографија
Сенад Маврић је рођен 27. јуна 1970. године у Новом Пазару. Исте године се настањује у Сарајеву гдје и данас живи и ради. Школу примјењених умјетности завршио је у Сарајеву 1989. године на одсјеку ликовног техничара за опрему књиге. Исте године је уписао Академију ликовних умјетности на којој је био редован студент графичког дизајна. Од 1984. па све до априла 1992. је био стални сарадник у Strip Art Featuresu гдје постаје заљубљеник у девету умјетност. Студије је наставио 1994. у Ле Мансу, гдје је добио диплому за умјетничко изражавање, а студије завршио у Орлеансу (Француска), на Институту за Визуелну умјетност, гдје је добио диплому еквивалентну магистерију (послије пет година студија) на одсјеку комуникације. У Сарајево се враћа 1998. и ради на стрип пројектима "Ноћи" (први босанскохерцеговачки стрип магазин) те завршава стрип "Мама, шта је то рат?".
Раду на стрипу се вратио 2013. када је у сарадњи са Филипом Андроником урадио стрип "Gangs-MS 13", за издавачку кућу "Casterman". Након тога успоставља сарадњу са издавачком кућом "Делкур" за коју је урадио неколико стрип албума, углавном у сарадњи са Андроником. Најпознатији стрипови овог двојца су "Машина која убија фашисте" (Cette machine tue les fascistes) и  "Ратна машина" (Krieg Machine)за који су на фестивалу стрипа "Bulles d'air" у граду Евреу добили награду за најбољи историјски рад.
Излагао је у Босни и Херцеговини, Швајцарској, Француској, Казахстану и Хрватској. Радио је за неколико рекламних агенција као графички дизајнер.